# Lambert Visconti de Gallura
Lambert Visconti de Gallura era fou patrici de Pisa.
Era net d'Albert Visconti, patrici de Pisa que vivia a la meitat del segle xii i la seva àvia es deia Aligarda. El seu pare fou Eldici, patrici i cònsol de la República de Pisa el 1184 i 1185 que el 1183 es va casar amb una filla de Pere Torxitori III de Càller. Lambert fou patrici de Pisa. Vers el 1207 es va casar amb Elena de Lacon, filla i hereva de Barisó I de Lacon, jutge de Gallura. El 1209 Comit de Torres, aliat de Pisa, que aspirava a dominar Gallura, va ocupar Civita (Olbia), i va dominar breument tot el jutjat tot i que Lambert també era favorable a Pisa. Lambert va fugir, però poc després es va restablir la pau i es va tornar a la situació anterior. Amb suport d'altres famílies pisanes va atacar Torres i Arborea vers el 1210-1215 però fou rebutjat; el 1215 son germà Ubald Visconti, amb suport de Lambert, va exercir influència al jutjat de Càller on el 1216 va construir el Castello (Castel di Castro) embrió de la futura ciutat de Càller i el 1217 va empresonar a la jutgessa Beneta i a la mort del marit Barisó II d'Arborea la va fer casar amb son germà.
Elena va morir abans del 1220 i aquell any Lambert es va casar amb Beneta de Massa, jutgessa de Càller, filla i hereva de Guillem Salusi IV de Càller i vídua de Barisó II d'Arborea de Lacon-Serra el que li va garantir la possessió del jutjat de Càller que la seva dona ja dominava des del 1214 i son germà Ubald des del 1215 o 1216.
Va morir vers 1225 i el va succeir el seu fill Ubald I Visconti de Gallura. Lambert tenia uns quatre germans, patricis de Pisa: Albert (mort vers 1228), Galgà (mort vers 1237), Ubald (podestà de Pisa el 1215 i el 1217, casat amb Comtessa filla del comte Guiu Burgundione de Capraia, pare de Joan I Visconti de Gallura), Diana (morta vers el 1237 i casada amb Pere II d'Arborea), Frederic (arquebisbe de Pisa el 1254) i una fill de nom desconegut), i (possiblement) Frepà.